# 全北日報
全北日報（전북일보　チョンプクイルポ）は全羅北道全州市に本社を持つ新聞社で、全羅北道を代表する地方紙。創刊は1950年。全羅南道の全南日報と並んで全羅道を代表する二大新聞社のひとつである。「正義を信念に、奉仕を使命に、道民を主人として」をモットーにしている。

## 歴史
- 1950年10月15日　『全北日報』創刊
- 1973年4月1日　全北日報、全北毎日新聞、湖南日報が統合され、全北新聞に改称した。
- 1983年6月1日　全北日報に名称が戻る
- 1984年　新社屋に移転
- 1999年1月1日　朝刊へ移行

## 歴代社長
- パク・ヨンサン (1969 - 1970)
- ソ・ジョンサン (1977 - 1979 / 1998 - 2001)
- ソ・ジョンボク (1979 - 1983)
- ソ・チャンフン (2007 - )